# Surmang
Le monastère de Surmang  tibétain : ཟུར་མང་དགོན་པ, Wylie : zur mang dgon pa se compose d'un complexe de 9 monastères Kagyupa fondées en 1414 il y a environ 600 ans et situé dans la province de Kham, au Tibet oriental. C'est le siège de Trungpa Rinpoché, la lignée de Lama réincarné autorité spirituelle et temporelle de la région du Surmang au Tibet. La vallée de Surmang est située à 120 kilomètres, et 9 heures de route, au sud de Yushu. Surmang était l'une des 25 provinces qui appartenaient au royaume de Nangchen.
À l'âge de 20 ans, Chögyam Trungpa Rinpoché déjà responsable des monastères de Surmang, dut fuir son pays en 1959, à la suite de l'invasion militaire chinoise du Tibet. Le monastère de Surmang subit alors une destruction qui se poursuivra pendant la révolution culturelle. Dans les années 80, il fut partiellement, mais mal, reconstruit. La Fondation Konchok, créée par le Sakyong Mipham Rinpoché, fils de Chögyam Trungpa Rinpoché, a pour but la reconstruction du monastère de Surmang.
Choseng Trungpa Rinpoché est le 12e et actuel Trungpa Rinpoché. Il est né le 6 février 1989 dans le village de Pawo, à Dege, dans l'Est du Tibet, le Kham. Il fut reconnu par Taï Sitou Rinpoché en 1991. Il a été intronisé une année plus tard au monastère de Surmang par son oncle, Damkar Rinpoché, un haut lama Kagyupa. Il a notamment étudié les traditions de Surmang. Choseng Trungpa Rinpoché voudrait commencer la reconstruction du monastère.
Lors du Séisme de 2010 de Yushu, des centaines de moines de monastères de la région, dont ceux de Surmang, se sont mobilisés pour sauver les personnes piégées dans les décombres.